# Pavlihova kronika
Pavlihova kronika je roman Juša Kozaka izdan leta 1964. Je njegovo avtobiografsko delo in zadnje pred smrtjo.

## Zgodba
Študent Javor niha med resničnostjo in domišljijo. Veliko fantazira in včasih niti sam ne ve kaj se je v resnici zgodilo in kaj je sfantaziral.
Preden je odšel na Dunaj je dni preživljal v Ljubljani, skupaj s svojim prijateljem Simonom.
Na Dunaju je na začetku pridno študiral, kasneje pa je raje s prijatelji zahajal v krčme. Pravijo mu, da je egoist in da ljubi le samega sebe. Med obiskom v Ljubljani začne romantično razmerje med z Bredo. 
Javor se na Dunaju spoprijatelji z veliko tujimi študenti. Tudi s Srbi, zaradi česar ga celo zaprejo. Ko pride iz zapora, postane enoletni prostovoljec Lir 27. Hlini bolezen in pridobi izvid nesposobnosti za boj. Veliko njegovih prijateljev je ranjenih ali ubitih. Nato gre na fronto tudi Javor. V Galicijo in na Doberdob. Na začetku se mu zdijo mrliči okrog njega grozni, nato pa se nanje navadi. Živi s smrtjo. Ko postane na fronti hujše, vsak dan v dnevnik napiše, da je še živ.
Ponovno se prijavi na zdravniški pregled, kjer mu zdravnik postavi diagnozo: neurastenia gravis. Pošiljajo ga iz bolnišnice v bolnišnico, dokler nekega dne ne vidi, kako se ustreli sosed. Ko pove, da je videl mrliča, ga pošljejo k zdravniku, ki pravi, da ima privide in da fantazira. Prisodijo mu osemdesetodstotno invalidnost in izrečejo domnevo dedne obremenjenosti, zaradi česar ga izločijo iz vojske.
Javor vse skupaj posluša z nekakšnim notranjim nasmehom, saj ima občutek, kot da stopa iz groba v novo življenje. Preživel je vojno.

## Kritika in literarna zgodovina
- »Treba je priznati, da je Juš Kozak v najplodnejši dobi svojega javnega delovanja v veliki meri znal povezovati osebne spomine z vsemi tistimi družbenimi značilnostmi, ki so ustvarjale sliko njegove dobe. Kot pisatelj in publicist z izrednim posluhom za miselne in idejnopolitične probleme svoje generacijeje je v svojih poglavitnih delih težil za tem, da razgrne pred bralcem kompleksno panoramo svojega časa  in okolja, zavračajoč pri tem vse tisto, kar je preživeto, okorelo in primitivno, in trdno verujoč v končni cilj svojega pisateljskega prizadevanja — v svobodno, poplemeniteno in prosvetljeno človeško osebnost.« (Jože Šifrer)  dLib

- Janez J. Švajncer. Zakaj Hudi log na znaku 2. gorskega strelskega polka. (COBISS)

- Helga Glušič. Slovenska književnost 1945-1965. Ljubljana: Slovenska matica, 1967. (COBISS)
- France Bernik. Kozak, Juš. Zbrano delo. Ljubljana: Državna založba Slovenije, 1996. (COBISS)
- Borut Trekman. Kozak, Juš. Zbrano delo. Ljubljana: Državna založba Slovenije, 1996. (COBISS)
- Rapa Šuklje. Kozak, Juš. Zbrano delo. Ljubljana: Državna založba Slovenije, 1996. (COBISS)
- Božidar Borko. Kozak, Juš. Zbrano delo. Ljubljana: Državna založba Slovenije, 1996. (COBISS)
- Mitja Mejak. Kozak, Juš. Zbrano delo. Ljubljana: Državna založba Slovenije, 1996. (COBISS)
- Andrej Budal. Kozak, Juš. Zbrano delo. Ljubljana: Državna založba Slovenije, 1996. (COBISS)
- Branimir Žganjer. Kozak, Juš. Zbrano delo. Ljubljana: Državna založba Slovenije, 1996. (COBISS)
- Milivoje Marković. Kozak, Juš. Zbrano delo. Ljubljana: Državna založba Slovenije, 1996. (COBISS)
- Marija Mitrović. Kozak, Juš. Zbrano delo. Ljubljana: Državna založba Slovenije, 1996. (COBISS)